# Argillotubinae
Argillotubinae es una subfamilia de foraminíferos bentónicos de la familia Allogromiidae, del suborden Allogromiina y del orden Allogromiida. Su rango cronoestratigráfico abarca el Holoceno.

## Clasificación
Argillotubinae incluye a los siguientes géneros:
- Argillotuba
- Conicotheka
- Dactylosaccus
- Dendrotuba
- Micatuba
- Micrometula
- Nodellum
- Resigella

Otro género considerado en Argillotubinae es:
- Rhabdogromia, aceptado como Micatuba

Otros géneros considerados en Argillotubinae y clasificados actualmente en otras familias son:
- Bahianofusus, ahora en la familia Saccamminidae del orden Astrorhizida
- Bahianotubus, ahora en la familia Rhabdamminidae del orden Astrorhizida